# سریر حواری
سریر حواری (انگلیسی: Apostolic see) سریر اسقف که بنیان آن به یک یا چند نفر از حواریون حضرت عیسی یا به یکی از یاران نزدیک آنها نسبت داده شده‌است. در کلیسای کاتولیک این عبارت، قبل از حرف تعریف و معمولاً با حروف بزرگ نوشته شده‌است، به سریر مقدس اشاره دارد.